# Назаренко, Сергей Андреевич
Сергей Андреевич Назаренко (1949—2005) — советский и российский учёный-биолог, доктор биологических наук, профессор; член-корреспондент РАМН (2004), действительный член РАЕН.
Автор более 230 научных работ, 4 монографий и 5 учебных пособий.

## Биография
Родился 20 ноября 1949 года в городе Душанбе Таджикской ССР.
Окончив в 1966 году среднюю школу № 8 в Душанбе, в этом же году он поступил на биологический факультет Таджикского государственного университета (ныне Таджикский национальный университет), который окончил с отличием в 1971 году по специальности биолог, физиолог человека и животных. По окончании университета работал в Душанбе в должности старшего лаборанта кафедры биологии Таджикского медицинского института (ныне Таджикский государственный медицинский университет).
В 1974—1977 годах Сергей Назаренко обучался в аспирантуре Института медицинской генетики Академии медицинских наук СССР в Москве в лаборатории мутагенеза под руководством директора института, член-корреспондента АМН СССР, профессора Н. П. Бочкова. В 1977 году защитил кандидатскую диссертацию на тему «Комбинированное действие химических мутагенов на хромосомы человека» и по 1981 год работал в лаборатории генетики человека в Киргизском НИИ кардиологии в городе Фрунзе сначала в должности младшего, а затем — старшего научного сотрудника.
В 1981 году С. А. Назаренко пригласили для работы в Томск с задачей организации первой в Сибири лаборатории цитогенетики человека в составе отдела, а затем самостоятельного научно-исследовательского института медицинской генетики Томского национального исследовательского медицинского центра (ныне Томский НИМЦ РАН). В 1988 году он открыл феномен полового диморфизма пролиферативной активности клеток человека. Позднее провел фундаментальные исследования по хромосомным основам нарушения внутриутробного периода развития человека, которые были обобщены в докторской диссертации на тему «Структурно-функциональный полиморфизм хромосомы в пре- и постнатальном развитии человека», защищенной в 1992 году. В 1997 году Сергею Андреевичу было присвоено ученое звание профессора по специальности «генетика». С открытием первой в Сибири кафедры медицинской генетики Сибирского государственного медицинского университета он работал профессором этой кафедры (1995).
Под руководством Сергея Андреевича Назаренко было защищено 13 кандидатских диссертаций. Занимаясь также общественной деятельностью, являлся сопредседателем Европейского цитогенетического общества, членом Российского общества медицинских генетиков и членом Европейского и Американского обществ генетики человека.
Умер 1 марта 2005 года в Томске. Жена Сергея Андреевича — Людмила Павловна, является профессором, доктором медицинских наук.

## Заслуги
- За разработку и внедрение в практику здравоохранения новых принципов и методов оказания медико-генетической помощи населению Сибири в 2003 году стал лауреатом премии администрации Томской области в сфере образования и науки.
- За достижения в развитии генетической науки награждён юбилейной медалью Российской академии естественных наук.